# Утянский сельсовет (Новосибирская область)
Утянский сельсовет — сельское поселение в Доволенском районе Новосибирской области Российской Федерации.
Административный центр — село Утянка.

## История
Статус и границы сельского поселения установлены Законом Новосибирской области от 2 июня 2004 года № 200-ОЗ «О статусе и границах муниципальных образований Новосибирской области».

## Население
| 2002  | 2010  | 2012  | 2013  | 2014  | 2015  | 2016  |
| ----- | ----- | ----- | ----- | ----- | ----- | ----- |
| 1378  | ↘1207 | ↘1193 | ↘1168 | ↘1139 | ↘1124 | ↘1107 |
| 2017  | 2018  | 2019  | 2020  | 2021  |       |       |
| ↘1083 | ↘1072 | ↘1037 | ↘1022 | ↘1012 |       |       |

## Состав сельского поселения
| № | Населённый пункт | Тип населённого пункта       | Население |
| - | ---------------- | ---------------------------- | --------- |
| 1 | Утянка           | село, административный центр | ↘846      |